# Tanzania vid världsmästerskapen i friidrott 2022
Tanzania tävlade vid världsmästerskapen i friidrott 2022 i Eugene i USA mellan den 15 och 24 juli 2022. Tanzania hade en trupp på två idrottare.

## Resultat

### Herrar
Gång- och löpgrenar
| Idrottare               | Gren    | Final        | Final     |
| Idrottare               | Gren    | Resultat     | Placering |
| ----------------------- | ------- | ------------ | --------- |
| Gabriel Geay            | Maraton | 2:07.31 0SB0 | 7         |
| Emanuel Giniki Gisamoda | Maraton | 0DNF0        | 0DNF0     |